# Chile nos Jogos Pan-Americanos de 1963
O Chile competiu nos Jogos Pan-Americanos de 1963 em São Paulo de 20 de abril a 5 de maio de 1963. Conquistou 2 medalhas de ouro.